# Campeonato de Grecia de Ciclismo Contrarreloj
Los Campeonatos de Grecia de Ciclismo Contrarreloj se organizan anual e ininterrumpidamente desde el año 2000 para determinar el campeón ciclista de Grecia de cada año, en la modalidad. 
El título se otorga al vencedor de una única carrera, en la modalidad de Contrarreloj individual. El vencedor obtiene el derecho a portar un maillot con los colores de la Bandera de Grecia hasta el campeonato del año siguiente, solamente cuando disputa pruebas Contrarreloj.
El corredor más laureado es Ioannis Tamouridis, con diez victorias.

## Palmarés

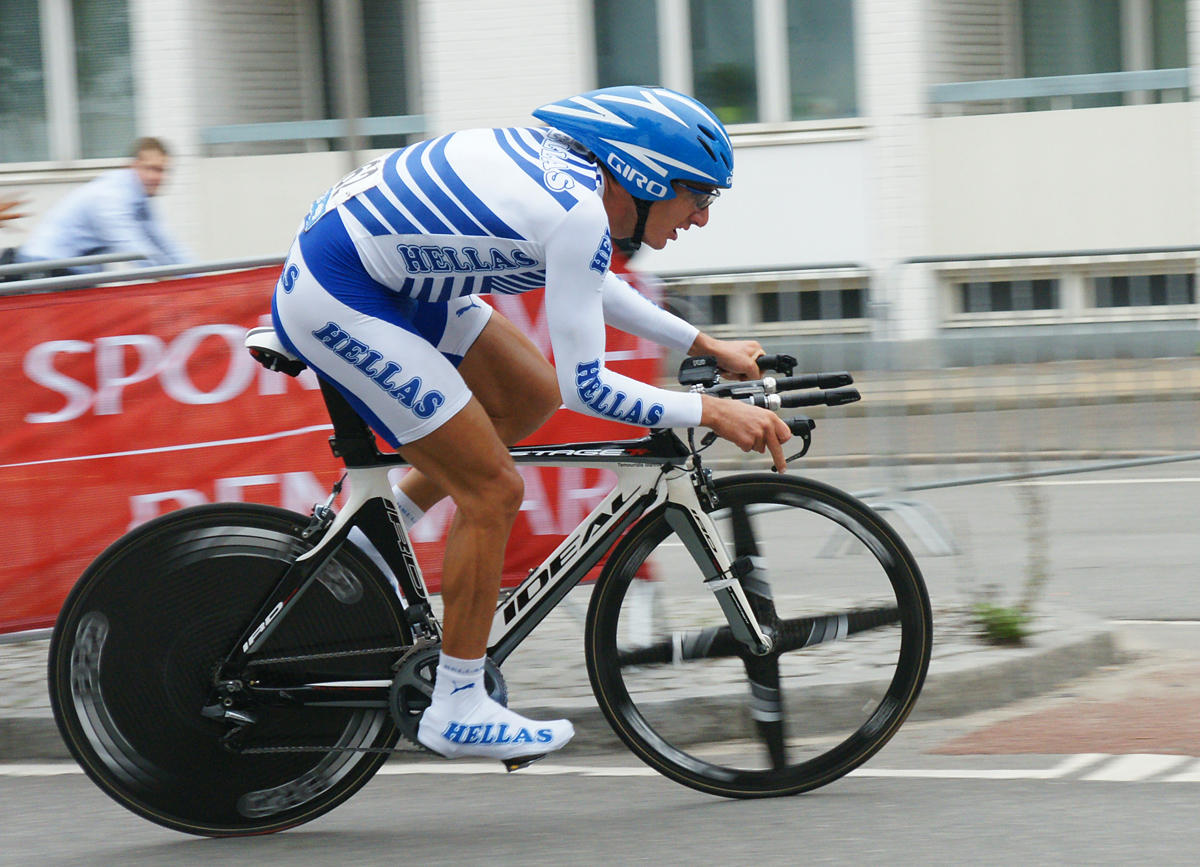
Ioannis Tamouridis campeón en diez ocasiones.

| Año  | Ganador                | Segundo                  | Tercero                         |
| 2000 | Ioannis Tamouridis     |                          |                                 |
| 2001 | Vasilis Anastopoulos   | Iosif Dalezios           | Panagiotis Lekkas               |
| 2002 | Iosif Dalezios         | Vasilis Anastopoulos     | Elpidoforos Potouridis          |
| 2003 | Ioannis Tamouridis     | Vasilis Anastopoulos     | Elpidoforos Potouridis          |
| 2004 | Elpidoforos Potouridis | Vasilis Anastopoulos     | Minas Malatos                   |
| 2005 | Ioannis Tamouridis     | Elpidoforos Potouridis   | Vasilis Anastopoulos            |
| 2006 | Elpidoforos Potouridis | Iosif Dalezios           | Georgios Tentsos                |
| 2007 | Georgios Tentsos       | Sotirios Exarchopoulos   | Vasilis Anastopoulos            |
| 2008 | Iosif Dalezios         | Georgios Tzortzakis      | Elpidoforos Potouridis          |
| 2009 | Ioannis Tamouridis     | Vasilis Anastopoulos     | Iosif Dalezios                  |
| 2010 | Ioannis Tamouridis     | Emmanouil Daskalakis     | Periklis Ilias                  |
| 2011 | Ioannis Tamouridis     | Panagiotis Exarchopoulos | Pavlos Chalkiopoulos            |
| 2012 | Ioannis Tamouridis     | Polychrónis Tzortzákis   | Neofytos Sakellaridis           |
| 2013 | Ioannis Tamouridis     | Neofytos Sakellaridis    | Polychrónis Tzortzákis          |
| 2014 | Polychrónis Tzortzákis | Ioannis Tamouridis       | Neofytos Sakellaridis Magkouras |
| 2015 | Ioannis Tamouridis     | Neofytos Sakellaridis    | Ioannis Spanopoulos             |
| 2016 | Ioannis Tamouridis     | Polychrónis Tzortzákis   | Geórgios Boúglas                |
| 2017 | Polychrónis Tzortzákis | Charálampos Kastrantás   | Stylianós Farantákis            |
| 2018 | Stylianós Farantákis   | Polychrónis Tzortzákis   | Charálampos Kastrantás          |
| 2019 | Polychrónis Tzortzákis | Geórgios Boúglas         | Miltiadis Giannoutsos           |
| 2020 | Polychrónis Tzortzákis | Alexandros Avdelas       | Panagiotis Karatsivis           |
| 2021 | Polychrónis Tzortzákis | Alex Mengoulas           | Dimitrios Christakos            |
| 2022 | Periklis Ilias         | Miltiadis Giannoutsos    | Geórgios Boúglas                |
| 2023 | Miltiadis Giannoutsos  | Polychrónis Tzortzákis   | Nikiforos Arvanitou             |
| 2024 | Polychrónis Tzortzákis | Miltiadis Giannoutsos    | Geórgios Boúglas                |
| 2025 | Geórgios Boúglas       | Miltiadis Giannoutsos    | Konstantinos Berdempes          |